# Palazzo Pallavicino (Parma)

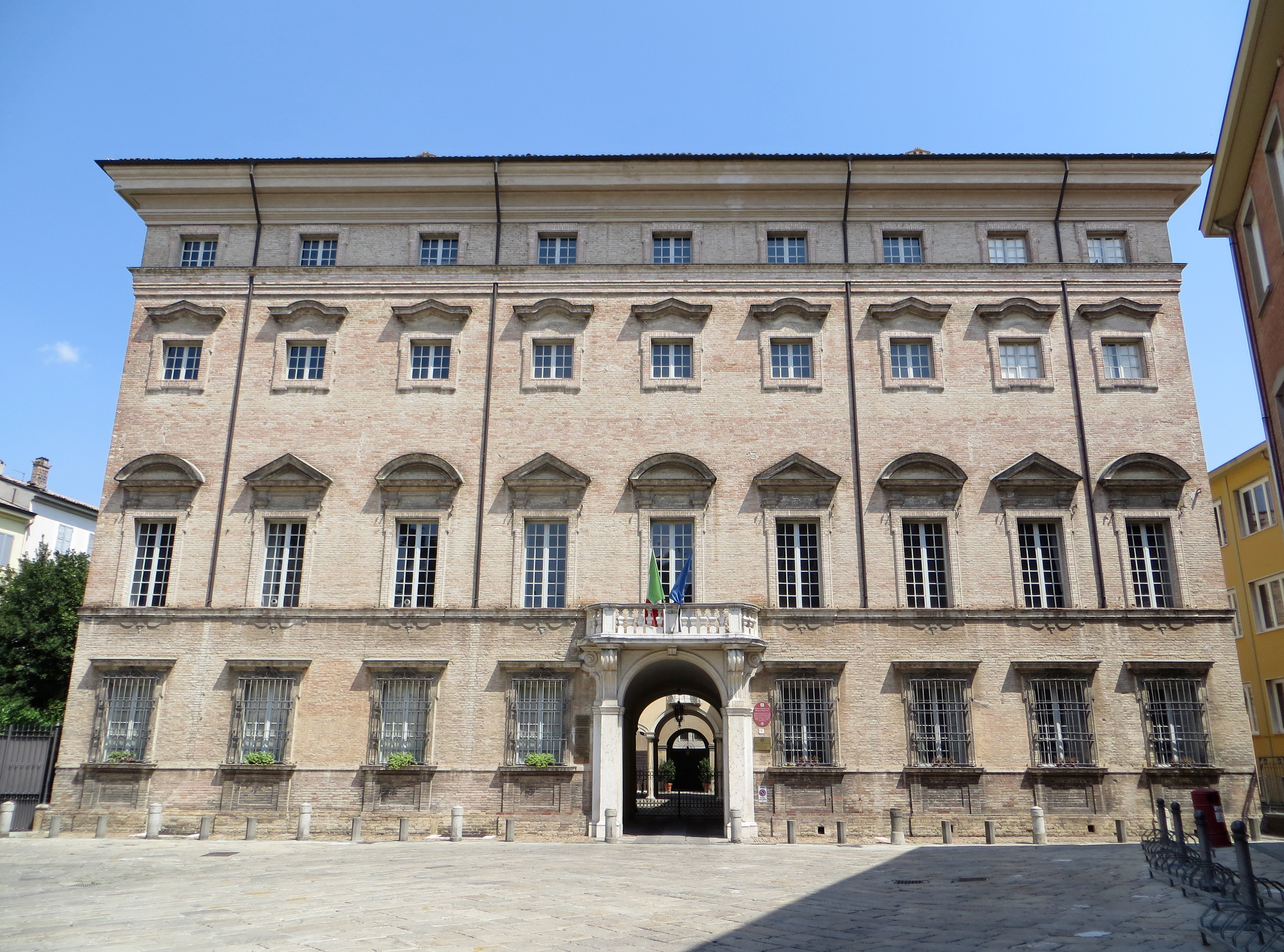
Palazzo Pallavicino in Parma, Hauptfassade

Der Palazzo Pallavicino ist ein Barockpalast in Parma in der italienischen Region Emilia-Romagna. Er liegt am Piazzale Santafiora 7. Dort hat das regionale Verwaltungsgericht der Emilia-Romagna seinen Sitz, in dem über administrative Angelegenheiten der Provinzen Parma, Piacenza, Reggio nell’Emilia und Modena entschieden wird.

## Geschichte
Der ursprüngliche Palast wurde zwischen 1471 und 1476 im Auftrag des Adelshauses Sforza di Santa Fiora errichtet.
Die Familie war 1644 durch Schulden gezwungen, ihn den Pallavicini, Markgrafen von Zibello, zu überlassen. Der Markgraf Alfonso Pallavicino leitete 1646 einen radikalen Umbau ein, den der Markgraf Alessandro Pallavicino abschloss, und zwar 1705, als die hohe, barocke Fassade errichtet wurde.
Im Zweiten Weltkrieg wurde das Gebäude durch Bombardements schwer beschädigt. Nach dem Krieg ließen es die Markgrafen vollständig restaurieren.
1977 vermietete die Familie Pallavicino einen Teil des großen Palastes an das regionale Verwaltungsgericht der Emilia-Romagna, das seinen Sitz dorthin verlegte und auch für die Nachbarprovinzen Piacenza und Reggio nell’Emilia zuständig ist.
2014 verfügte eine ministerielle Anordnung die Schließung des Verwaltungsgerichtes, aber 2015 hob eine Anordnung des Ministerrates diese Verfügung auf und erweiterte die Zuständigkeit des Gerichtes auch auf die Provinz Modena.
Am 25. Januar 2017 stiftete die Markgräfin Maria Gabriella Pigoli Pallavicino den Palast der Fondazione Cariparma, die dorthin vom benachbarten Palazzo Bossi Bocchi ihren Sitz verlegte.

## Beschreibung

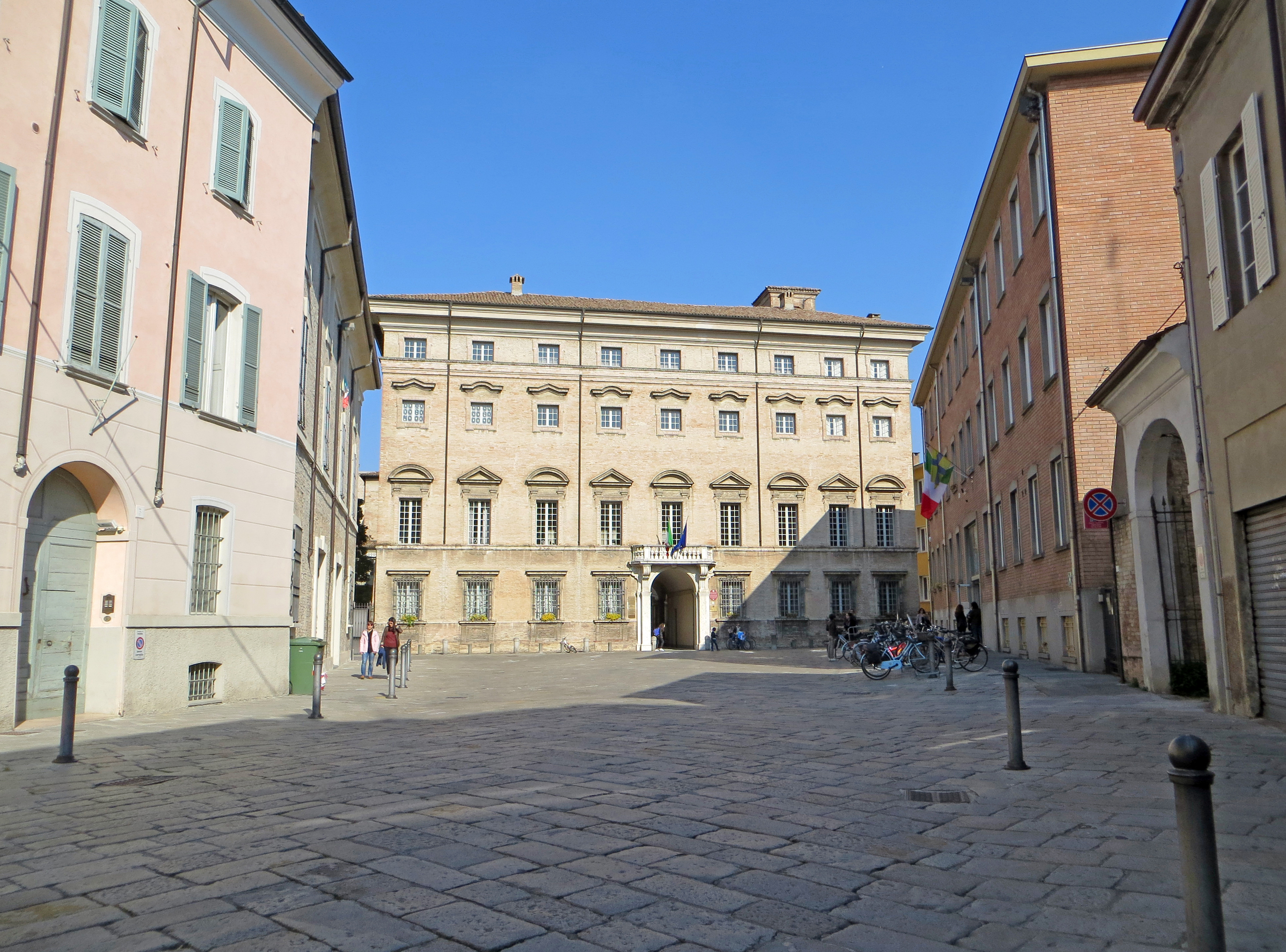
Fassade

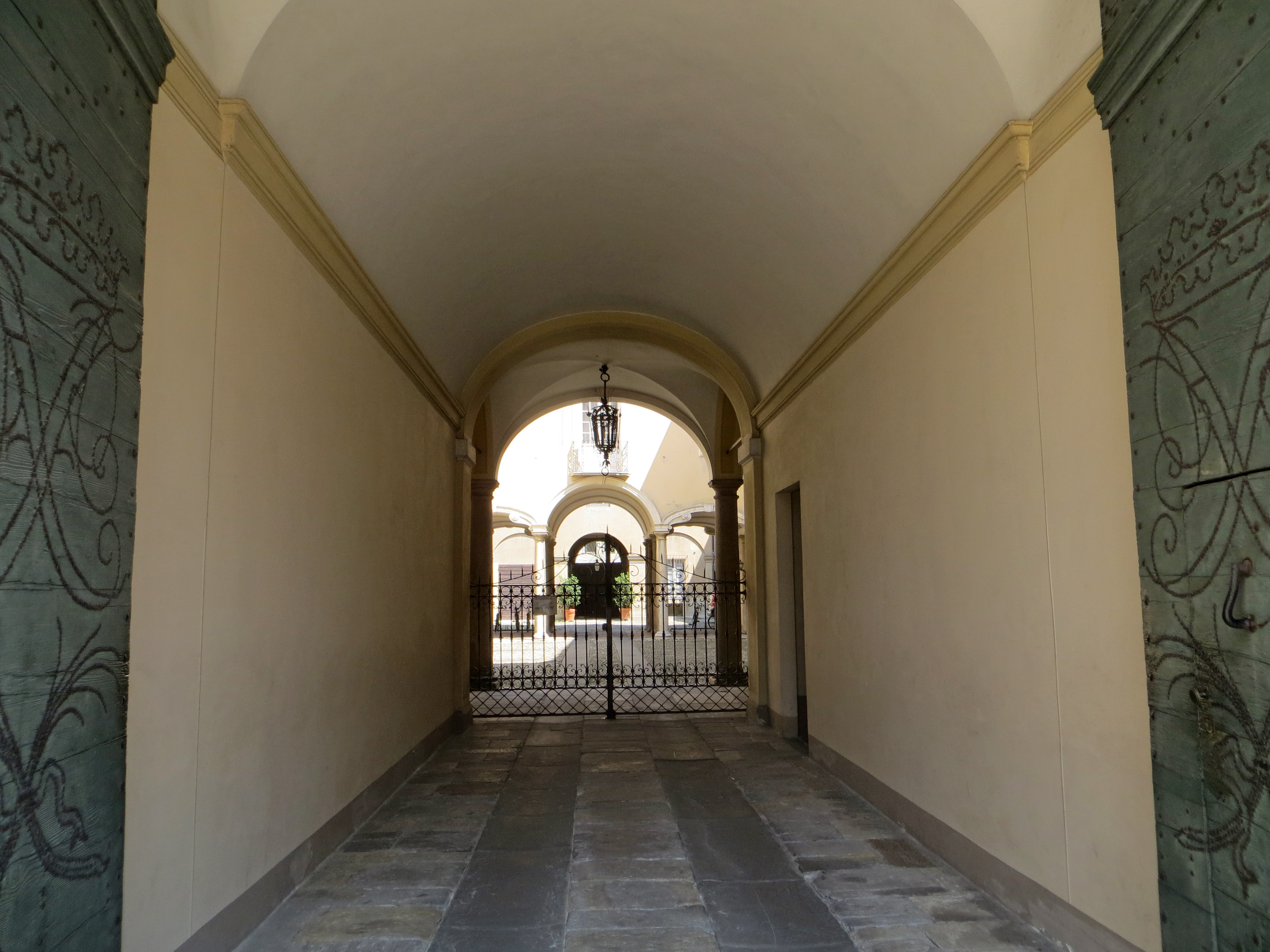
Empfangssalon

Der Palast, einer der größten der Stadt, erhebt sich um drei Innenhöfe herum.
Die symmetrische Hauptfassade, die von der Renaissancearchitektur des Palazzo Farnese in Rom inspiriert ist, sticht durch ihre bemerkenswerte Höhe heraus. Sie ist vollständig in unverputztem Mauerwerk gehalten und ist durch zahlreiche Fenster auf vier Ebenen gekennzeichnet, die ebenfalls mit Mauerziegeln gerahmt sind; die Rahmen unterscheiden sich in ihrer Form von Stockwerk zu Stockwerk. Von besonderem Wert sind die Fenster im Hauptgeschoss, deren Rahmen mit kleinen Kapitellen versehen sind, die Tympana stützen und vielleicht ein Werk von Ferdinando Galli da Bibiena sind. Weitere Friese finden sich unter dem Gesims des ersten Obergeschosses, was der Fassade eine bemerkenswerte Eleganz verleiht. In der Mitte schließlich erhebt sich das große Eingangsportal, das von Lisenen aus Marmor gerahmt ist, unter denen die schön ausgearbeiteten Konsolen zur Stützung des mit Balustern versehenen Balkons sitzen.
Nachdem man die Eingangsschwelle überschritten hat, gelangt man durch einen Empfangssalon mit Tonnengewölbedecke zum ersten Innenhof und entlang derselben Achse, genau an dieser ausgerichtet, in den zweiten Innenhof und schließlich zum rückwärtigen Eingang.
Der erste Innenhof, der von einer Kolonnade im Barockstil umgeben ist, hat mit Ausnahme einiger Bögen, die vom ursprünglichen Palast stammen und aus Sichtmauerwerk bestehen, vollständig verputzte Wände. Die einzigen Spuren des ersten Palastes kann man an der südlichen Außenfassade des Gebäudes erkennen.
Innen gelangt man auf die bemerkenswerte, dreizügige Treppe aus dem 17. Jahrhundert, die mit Statuen, Nischen und Fresken am Gewölbe bereichert ist.
Im Hauptgeschoss gibt es zahlreiche, mit Stuck verzierte Säle, die reich an Spiegeln, Marmorkaminen, alten Möbeln und Wertgegenständen sind. Dort finden sich auch der Salottino Cinese (dt.: Chinesischer Salon) mit marmoriertem und mit Intarsien versehenem Boden aus dem 18. Jahrhundert und venezianischem Stuck im Rokokostil und der große Salon mit den wertvollen Verzierungen und Fresken von Sebastiano Galeotti. Zahlreich sind die Deckengemälde des Palastes, die im zweiten Jahrzehnt des 18. Jahrhunderts von Aureliano Milani und Girolamo Donnini geschaffen wurden, die auch – wie Bresciani – verschiedene Supraporten gestalteten.